# FOLFIRI
FOLFIRI（フォルフィリ）とは、大腸癌に対する化学療法の一つ。以下の薬剤を使用するのでこの名がある。
- FOL – folinic acid（フォリン酸）
- F – fluorouracil（フルオロウラシル）
- IRI – irinotecan（イリノテカン）

一般的に、フルオロウラシルとロイコボリンかレボホリナートの合療法に、イリノテカンを併用したレジメンである。

## 参考
- A lethal synergy induced by phellinus linteus and camptothecin11 in colon cancer cellsOncotarget,2018,Jan.Vol.9,(5):6306-6319PMID 29464074;doi: 10.18632/oncotarget.23918